# Creatura din Laguna Neagră pășește printre noi
The Creature Walks Among Us este un film SF american din 1956 regizat de John Sherwood pe baza unui scenariu de Arthur A. Ross. În rolurile principale joacă actorii Jeff Morrow, Rex Reason, Leigh Snowden.
Este al treilea film din seria de filme de groază Creature from the Black Lagoon produsă de Universal Pictures, după filmul din 1955 Revenge of the Creature. A avut premiera la 26 aprilie 1956 în Statele Unite.

## Actori
- Jeff Morrow (Dr. William Barton)
- Rex Reason (Dr. Thomas Morgan)
- Leigh Snowden(Marcia Benton)
- Gregg Palmer (Jed Grant)
- Ricou Browning (Gillman - În apă)
- Don Megowan (Gillman - Pe pământ)